# شمس العراق
صحيفة "شمس العراق " صحيفة إلكترونية تُعنى بالعراق . صدرت في سبتمبر/أيلول 2002 قبل غزو العراق عام 2003. وتُعد هذه الصحيفة الإلكترونية جزءًا من شبكة مواقع إخبارية عالمية.
شعار الموقع الإلكتروني هو "صوت الأمة العراقية".ويركز بشكل رئيسي على العراق، مع التركيز بشكل خاص على الأحداث في بغداد والمدن الكبرى الأخرى، بالإضافة إلى الأخبار الدولية وتغطية مواضيع أخرى، بما في ذلك أخبار المسلمين . 
تُدار صحيفة "عراق صن" من قِبل مجموعة "ميدويست راديو نيتورك" الإعلامية العالمية، ومقرها سيدني ، أستراليا، ولها مكاتب في الإمارات العربية المتحدة . تُوصف منصتها الرقمية بأنها شبكة من الصحف الإلكترونية، مُصممة على غرار أسماء الصحف وتخطيطها. سُجِّلت أسماء النطاقات عام 2002، وبدأ إطلاق المواقع الإلكترونية عام 2003.وتضم الشبكة حوالي 135 موقعًا.
يقدم المنشور موجزات RSS ونشرات بريد إلكتروني يومية ويسهل نشر البيانات الإخبارية
صحيفة "شمس العراق " الإلكترونية لا علاقة لها بصحيفة ديربورن هايتس التقليدية بولاية ميشيغان، والتي بدأت النشر عام 2005 بواسطة شركة "عراق ميديا" لخدمة العراقيين والعرب المقيمين في ديترويت ، وساوثفيلد ، وأوك بارك، وستيرلينغ هايتس، وفارمنغتون ، وديربورن ، وديربورن هايتس، ووستلاند ، وآن أربور، وإنكستر ، وواشنطن العاصمة ، ولوس أنجلوس ، وسان دييغو، كاليفورنيا . كانت الصحيفة السابقة، التي توقفت عن الصدور، صحيفة مجانية نصف شهرية من 24 صفحة، تعتمد على الإعلانات فقط. كانت تطبع من 15000 إلى 20000 نسخة في كل عدد، وكان يحررها عماد الكاصد .